# اسرافپور
اسرافپور (به لاتین: Asrafpur) یک منطقهٔ مسکونی در بنگلادش است که در ناحیه چاندپور واقع شده‌است.